# Eriogonum viscanum
Eriogonum viscanum là một loài thực vật có hoa trong họ Rau răm. Loài này được W.J.Hess & Reveal mô tả khoa học đầu tiên năm 1976.